# Pterycombus brama
 Pterycombus brama és una espècie de peix de la família dels bràmids i de l'ordre dels perciformes.

## Morfologia
- Els mascles poden assolir els 46 cm de longitud total.[4]
- Aletes dorsal i anal sense escates.
- Diàmetre de l'ull molt més gran que la longitud del musell.[5][6]

## Hàbitat
És un peix marí, pelàgic-oceànic i de clima subtropical (67°N-1°S, 98°W-36°E), el qual viu entre 25 i 400 m de fondària. És un migrant estacional.

## Distribució geogràfica
Es troba a l'Atlàntic occidental (des de Terranova i el nord del Golf de Mèxic fins a Jamaica i la República Dominicana) i a l'Atlàntic oriental (des d'Islàndia, Noruega i la mar Bàltica fins al golf de Guinea, incloent-hi la península Ibèrica, les illes Britàniques i les illes Açores).

## Observacions
És inofensiu per als humans.